# .it
.it為意大利國家及地區頂級域（ccTLD）的域名。該域名有一系列二级域名，例如.gov.it為義大利政府網站域名，.edu.it為義大利公立学校的網站域名。

## 外部連結
- IANA .it whois information（页面存档备份，存于）
- Italy NIC*（页面存档备份，存于）
- Domain Hacks Suggest（页面存档备份，存于）